# Thorgan Hazard
Thorgan Ganael Francis Hazard (La Louvière, 29 de março de 1993) é um futebolista belga que atua como ponta-esquerda. Atualmente, joga pelo Anderlecht. É irmão de Eden Hazard.

## Carreira

### Lens
Hazard começou sua carreira profissional no Lens, da Ligue 1. Ele fez sua estreia profissional na partida de abertura do Lens contra o Reims, entrando como um substituto no segundo tempo em uma derrota por 2-0.[carece de fontes?]

### Chelsea
Em 24 de julho de 2012, o Chelsea confirmou que havia chegado a um acordo com o Lens para a transferência de Hazard, logo após a contratação de seu irmão Eden, do Lille. Ele fez sua estreia em 17 de agosto de 2012 pela Premier League Sub-21, em um empate em casa por 0-0 contra o Manchester City. Foi a sua única aparição pelo Chelsea antes de deixar o clube.

### Zulte Waregem
Em 30 de agosto de 2012, Hazard foi enviado por empréstimo ao Zulte Waregem, clube da Jupiler Pro League.

### Borussia Mönchengladbach
Em 5 de julho de 2014, Hazard chegou por empréstimo ao Borussia Mönchengladbach para a temporada 2014-15. Em 23 de fevereiro de 2015, assinou um contrato um contrato de cinco anos, portanto, com duração até junho de 2020. Um acordo de recompra com o Chelsea também foi incluído. A taxa de transferência foi estimada em 8 milhões de euros, 16 vezes mais do que o Chelsea pagou por ele. Em 8 de agosto de 2015, em seu primeiro jogo após sua transferência, Hazard marcou na vitória por 4–1 no FC St. Pauli na primeira rodada da DFB-Pokal.

### Borussia Dortmund
Em 22 de maio de 2019, Hazard se juntou ao Borussia Dortmund em um contrato de cinco anos por uma taxa de 25,5 milhões de euros. Na temporada 2020–21, conquistou a Pokal de 2020–21.

### PSV Eindhoven
No dia 31 de janeiro de 2023, foi emprestado ao PSV Eindhoven até o fim da temporada.

### Anderlecht
No dia 7 de setembro de 2023, Thorgan foi anunciado como reforço do Anderlecht. Os violetas pagaram 4 milhões de euros para contar com Hazard, num contrato assinado por três anos.

## Títulos
Borussia Dortmund
- Copa da Alemanha: 2020–21[10]

PSV Eindhoven
- Copa dos Países Baixos: 2022–23